# Anuta
Anuta est une île isolée située à l'est-sud-est de l'archipel de Santa Cruz،. Elle a fait partie de la civilisation de Lapita et se situe dans la province de Temotu des Salomon. On y parle l'anuta.

## Géographie
L'île d'une superficie de 37 hectares accueille environ 300 habitants d'origine polynésienne pratiquant principalement une activité de pêcheurs.

## Histoire
Dans la série " Pacifique Sud " (documentaire britannique réalisé par Andy Netley en 2009 (épisode 1/6 titré "D'île en île") diffusée notamment le 28 novembre 2013 sur Arte, une partie du reportage est consacrée à l'île d'Anuta et à ses habitants.
De même, dans la série britannique  "Au cœur des tribus", un épisode réalisé par James Smith en 2007 est consacré à l'ile d'Anuta. Pour comprendre la manière dont vivent ces insulaires isolés de tout, Bruce Parry a débarqué après quatre jours de mer. La Population l'attendait au grand complet car à Anuta, où plusieurs mois peuvent s'écouler sans que passe un seul bateau, l'arrivée d'un étranger est vécue comme un événement. Le chef l'autorise à séjourner sur l'île. Hébergé par Hudson et sa nombreuse famille, Bruce apprend à vivre comme les habitants d'Anuta, qui pratiquent la chasse à la sarbacane et la pêche nocturne au harpon.